# Anatopynia dizona
Anatopynia dizona är en tvåvingeart som beskrevs av Edwards 1931. Anatopynia dizona ingår i släktet Anatopynia och familjen fjädermyggor. Inga underarter finns listade i Catalogue of Life.